# (36794) 2000 SA32
2000 SA32 (asteroide 36794) é um asteroide da cintura principal. Possui uma excentricidade de 0.06099290 e uma inclinação de 1.32026º.
Este asteroide foi descoberto no dia 24 de setembro de 2000 por LINEAR em Socorro.